# Bady
Bady är ett vattendrag i Guinea.   Det ligger i prefekturen Dalaba och regionen Mamou Region, i den centrala delen av landet, 240 km nordost om huvudstaden Conakry.